# 6bone
Le réseau 6bone était un réseau de test IPv6. Il s'agit d'une émanation du groupe de travail IPng de l'IETF qui a conçu la nouvelle mouture du Protocole Internet. Le 6bone a démarré en 1996, en marge des réunions IETF, et devient un projet collaboratif mondial, sous la supervision du groupe de travail NGtrans de l'IETF.
La mission originale du 6bone était de créer un réseau pour permettre le développement, le test et le déploiement d'IPv6 sur le modèle du Mbone, le réseau multicast expérimental qui l'a précédé et dont il s'est inspiré du nom.
Le 6bone est créé comme un réseau virtuel, utilisant des tunnels IPv6 sur IPv4 à travers Internet, et ajoute peu à peu des connexions IPv6 natives. Outre les tests d'implémentations IPv6, le 6bone permet aussi de tester des procédures opérationnelles et des mécanismes de transition, et aussi d'acquérir une expérience pratique avec IPv6.
Le 6bone utilisait des adresses unicast globales dédiées sous le préfixe 3ffe::/16 (RFC 2471).
En 2003, à son pic d'utilisation, le 6bone comptait 150 préfixes routés qui représentaient plus de 1000 sites dans 50 pays. Quand les offres de connectivité IPv6 natives furent disponibles, il fut mis fin au réseau 6bone (RFC 3701) à la date du 6 juin 2006 (6/6/06).